# النمط الظاهري الموسع
'النمط الظاهري الموسع (بالانجليزية: the extended phenotype) وهو كتاب لريتشارد دوكينز الصادر عام 1982 والذي قدم دوكيمز من خلاله مفهوم بيولوجي يحمل نفس اسم الكتاب . حيث ان الفكرة الرئيسية هي أن النمط الظاهري لا ينبغي أن يقتصر فقط على العمليات البيولوجية مثل بناء البروتينات أو نمو الأنسجة، بل امتدت لتشمل جميع اثار الجين له على بيئته، سواء كانت داخل أو خارج جسم الكائن الحي .اعتبر دوكينز ان النمط الظاهري الموسع ما هو الا تكملة لالجين الأناني التي تستهدف الأحياء المهنية، 
و مساهمته الرئيسية في نظرية النشوء والارتقاء.

## الجينات المسؤلة فقط عن تصنيع البروتينات
في الجزء الرئيسي من الكتاب يناقش دوكينز أن الشيء الوحيد الذي تستطيع الجينات التحكم مباشرة هو تكوين البروتينات . وهو يشير إلى ندى التعسف في تقييد فكرة النمط الظاهري على التعبير المظهري للجينات على الكائن الحي . وطور دوكينز هذه الفكرة معتمد على التأثير الذي قد يحدثه الجين على بيئة الكائن الحي من خلال سلوك هذا الكائن.

## الجينات التي لا تؤثر فقط على جسم الكائن الحي
ويقترح عادة أن هناك ثلاثة أنواع من الانماط الظاهريه الموسعة الموسعة.الأول يشير إلى قدرة الحيوانات لتعديل بيئتهم باستخدام الانشاءات المعمارية.واستشهد دوكينز عن ذلك ببيوت ذباب القمص والسدودالقندس

## الحياة من منظور جينيى خالص
في خضم عرض هذه الحجة، هدف دوكينز تعزيز نظريته الممثله في الحياه من منظور جينى خالص، إلى الحد الذي يحتاج فيه الكائن الحى نفسه إلى الشرح والتفسير . وقد ظهر هذا التحدي في الفصل الأخير بعنوان «إعادة اكتشاف كائن حي.» . وقد تم تعميمه مفهوم النمط الظاهري الموسع في نظريه التطور القائمة على الكائن الحى وقدرته على تعديل البيئة الخاصة بنوعه ، في هذه الحالة التي يكون فيها من الممكن هذا تعديل هذا الانتقاء الطبيعي من قبل الكائن الحى خلال عملية التطور. 